# ブランシュ・ド・ブルゴーニュ

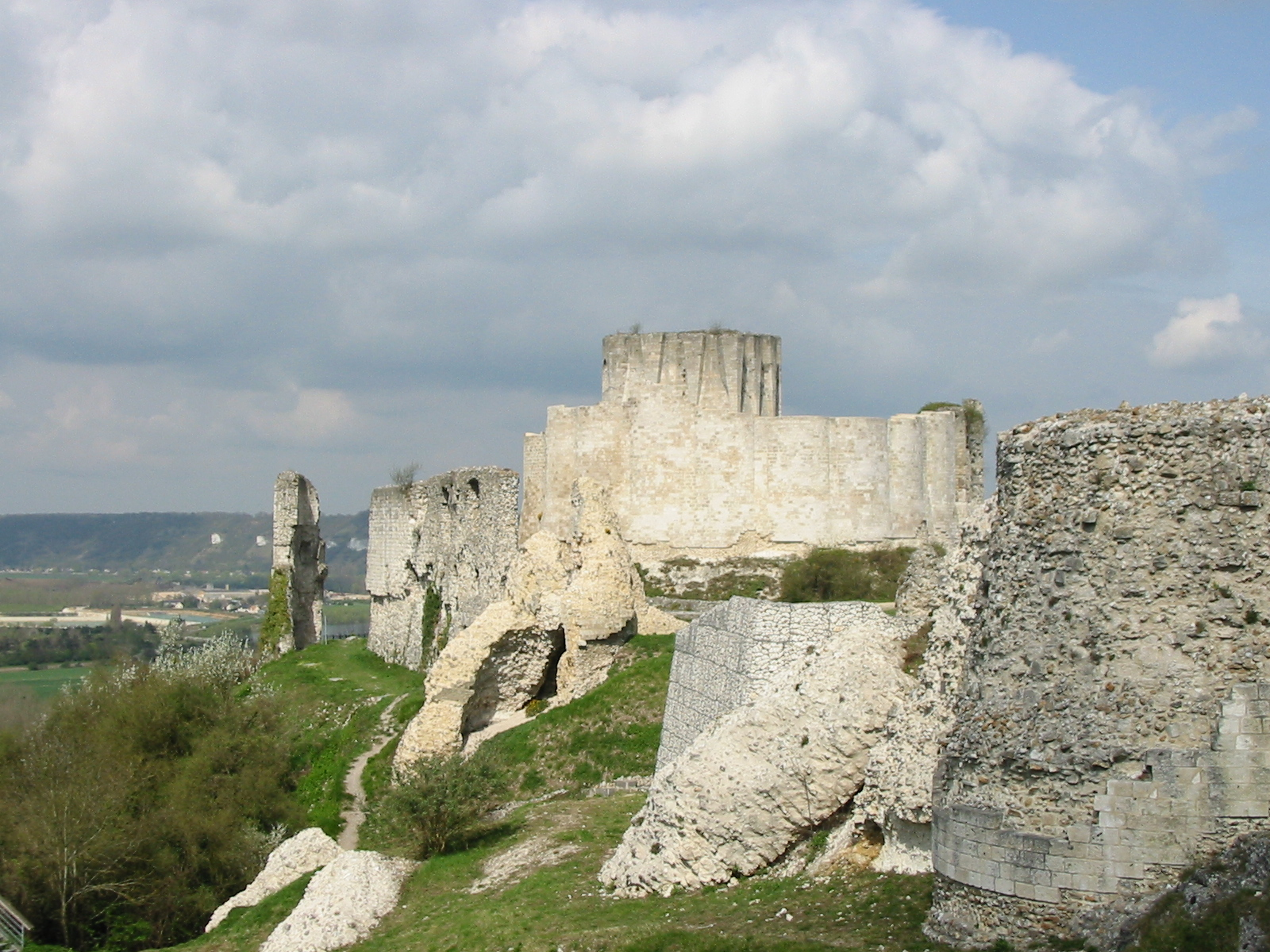
ガイヤール城

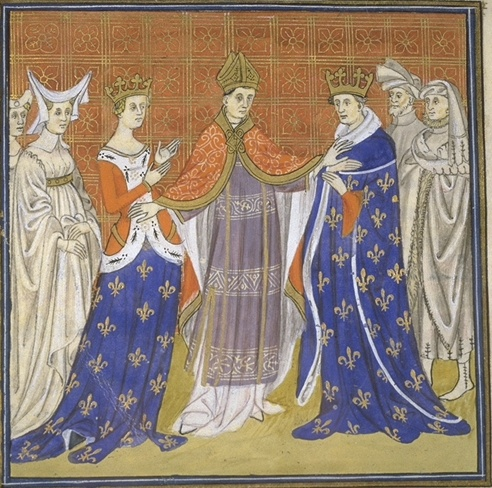
教皇ヨハネス22世により婚姻の無効を宣言されるブランシュとシャルル4世

ブランシュ・ド・ブルゴーニュ（Blanche de Bourgogne, 1296年 - 1326年4月29日）は、フランス王シャルル4世の王妃。ブルゴーニュ伯オトン4世とアルトワ女伯マティルドの娘として生まれる。姉ジャンヌは夫の兄フィリップ5世の王妃。夫シャルル4世が王位に就く8年前に、ブランシュはノルマン騎士との姦淫の罪で逮捕され、有罪判決を受けた。義妹のマルグリット・ド・ブルゴーニュも同じ運命をたどったが、姉のジャンヌは無罪となった。ブランシュは投獄され、王妃になった後も釈放されず、ノルマンディー海岸に移送されて結婚は無効となった。

## 生涯

### 生い立ちと結婚
ブランシュはブルゴーニュ伯オトン4世とアルトワ女伯マティルドの次女であった。父オトン4世は1303年に亡くなり、ブルゴーニュ伯領をブランシュの姉のジャンヌに残した。ジャンヌはフランス王フィリップ4世の王位継承者ルイと結婚する予定であったが、フィリップ4世は考えを変え、1307年に次男フィリップとジャンヌを結婚させる手配をした。母マティルドはこれを誇りに思い、すぐに次女とフィリップ4世の三男シャルルとの結婚交渉を開始し、莫大な持参金を提示した。交渉は成功し、1307年9月23日に11歳のブランシュと13歳のシャルルは結婚契約を締結した。結婚式は1308年1月にエスダンにある母マオーの城で急遽執り行われた。

### 事件の概要
1313年、ブランシュの義妹夫妻であるイザベルとイングランド王エドワード2世がフィリップ4世を訪問した。イザベルは兄たちや義姉らに刺繍入りの小銭入れを贈った。その年の後半、ロンドンに戻ったイザベルとエドワード2世は晩餐会を開き、その席でイザベルはブランシュとマルグリットにあげた小銭入れがノルマン騎士のゴーティエ・ドネーとフィリップ・ドネーの兄弟の手に渡っていることに気づき、イザベルはドネー兄弟が義姉らと関係を持っていると考えた。イザベルは1314年に再びパリを訪れた際、父フィリップ4世にこの疑惑を報告した。 ブランシュの姉ジャンヌは事件を隠蔽し、後に事件に関与したとして告発された。

### 裁判と幽閉
フィリップ4世は迅速に行動し、3人の息子の妃らと騎士の逮捕を命じた。拷問の後、ドネー兄弟は姦淫を自白し、それが3年間続いていたことを認めた。ブランシュとマルグリットはパリ議会で裁判にかけられ、姦淫の罪で有罪判決を受けた。2人は頭を剃られ、ガイヤール城の地下で終身刑を言い渡され、ドネー兄弟は死刑を宣告され処刑された。姉ジャンヌのみ許されて宮廷に戻り、ルイ10世の即位に伴い幽閉されたまま王妃となったマルグリットは翌年死去した。ブランシュの最初の子供であるフィリップという名前の息子は、1314年1月5日ごろに誕生したため、おそらく父親が夫シャルルではないと疑われることはなかった。しかし2人目の子供であるジャンヌという名前の娘は、裁判後の1315年に生まれた。汚名を受けたにもかかわらず、ブランシュは野心的な母マオーと連絡を取り続け、しばしば母親から贈り物を受け取った。
1322年1月3日にフィリップ5世が亡くなると、ブランシュの夫シャルルが王位を継承した。こうしてブランシュはフランスとナバラの王妃となったが、シャルルの訴えにより、教皇ヨハネス22世は1322年5月19日に2人の結婚は無効であると宣言した。シャルルとブランシュは2人とも再婚の許可を得た。子供たちは2人とも早世し、フィリップは1322年3月末までに、ジャンヌは1321年5月17日に亡くなった。
夫シャルル4世はマリー・ド・リュクサンブールと再婚したが、ブランシュはガヴレ城に送られたため再婚の望みはなかった。地下に8年間監禁されて過ごしたブランシュは健康を損ねており、ポントワーズ近くのモビュイソン女子修道院で幽囚の身のまま1326年に死去した。

## 子女
- フィリップ（1314年1月5日頃 - 1322年3月24日以前）[12]
- ジャンヌ（1315年 - 1321年5月17日）[10]